# کلاغ سیاه (فیلم ۲۰۱۰)
«کلاغ سیاه» (انگلیسی: The Raven (2010 film)) فیلمی در ژانر علمی–تخیلی است.